# Universidade de Nova Gales do Sul
A Universidade de Nova Gales do Sul (em inglês:  The University of New South Wales), também conhecida como UNSW ou coloquialmente como New South, é uma universidade situada em Kensington, um subúrbio de Sydney, em Nova Gales do Sul, Austrália.
A Universidade foi fundada em 1949 e hoje é reconhecida como uma das principais instituições de ensino e pesquisa da Austrália, e desenvolveu uma forte reputação em diversos campos, incluindo energias renováveis/alternativas, computação quântica e nanotecnologia, reforma tributária, tecnologia de informação e comunicação, mídia digital, engenharia elétrica e biomedicinal, desenvolvimento sustentável, pesquisa de HIV/AIDS, e justiça e pesquisa de política social.